# 德州仪器TMS320

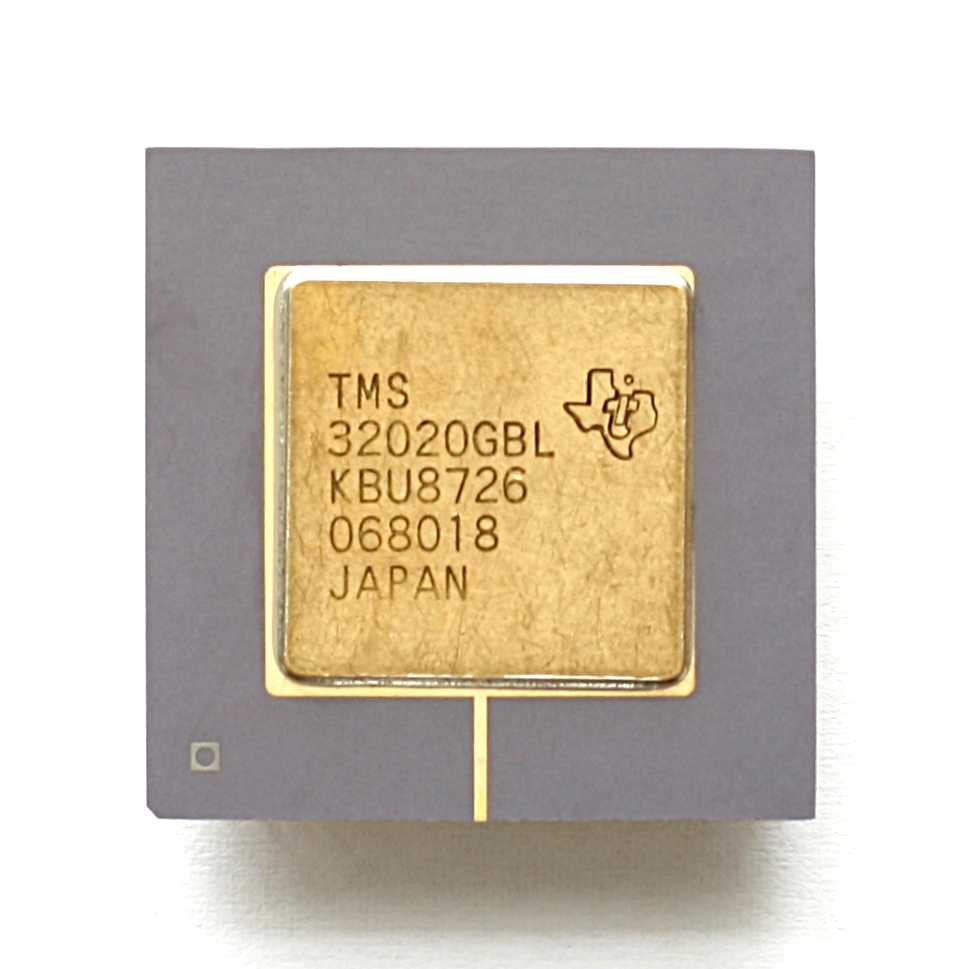
德州仪器TMS32020集成电路芯片

德州仪器 TMS320是德州仪器推出的数字信号处理器系列产品，具体不同的产品线规格可以根据TMS320后面的数字区分。该系列最早可以追溯到1983年4月8日发布的TMS32010处理器，它是当时市场上速度最快的数字信号处理器。
TMS320系列提供了几个不同分支的产品，其中一些属于浮点计算，另外一些属于定点计算。
该系列产品的灵活性不仅可以被用作数字信号处理的协处理器，还可以被用作主中央处理器，在控制等方面发挥作用。一些较新的产品支持IEEE的JTAG标准，从而可以进行边界扫描和电路内故障排除。
最初的TMS32010及其后续分支是修正哈佛结构类中央户处理器的典型例子，其特点是指令、数据存储地址分离，能够从指令存储中读取数据值。TMS32010还提供了高速的乘积累加，这在数字信号处理应用以及计算机显示数据变换中都很有用。1985年推出的阿波罗DN570工作站就是基于TMS32010，每秒能够进行20,000次二维矢量变换。